# Blanc (matériau)
Pour les articles homonymes, voir Blanc (homonymie).
On a désigné par « blanc » toutes sortes de matériaux, de couleur claire, employés dans la confection de peintures et de mastics.

## Origine minérale
- Le blanc d'Espagne est une argile pure préparée avec soin et employée dans la confection des peintures et mastics. Il ne faut pas le confondre avec le blanc de craie lavée, craie que l'on vendait en cylindre sous le nom de blanc d'Espagne[1].
- Le blanc de Moudon, ou blanc de Morat, est un vrai blanc d'Espagne qui se tire près des villes de Moudon (dans le canton de Vaud) et de Morat (dans le canton de Fribourg) en Suisse. Cette argile est pure, d'un blanc argentin, d'un grain très fin et doux au toucher.
- Le blanc de Meudon. Craie tirée des carrières de Meudon, similaire à la craie vendue sous le nom blanc d'Espagne, qui n'est donc pas l'argile du vrai blanc d'Espagne.
- Le blanc de Bougival, extrait de Bougival
- Le blanc de Troyes, extrait de Troyes
- Le blanc de Rouen, extrait de Rouen
- Le blanc de gypse ou de plâtre
- Le blanc de kaolin
- Le blanc de baryte
- Le blanc de terre à pipe
- Le blanc de marbre
- Le blanc de chaux
- Le blanc des Carmes -  On l'attribue aux premiers déchaux français mais venu d'Italie. C'est un enduit qui imite le marbre et habilla les murs de l'église Saint-Joseph-des-Carmes[2]. En termes de peinture, c'est un beau blanc fait avec la plus belle chaux mélangée avec un peu de tournesol ou d'indigo, ou de la térébenthine et de l'alun bien détrempés dans la colle[3].
- Le blanc des Indes
- Le blanc de roi - Enduit qui s'est généralisé pour couvrir les boiseries sous Louis XIV.

### Base métallique
- La céruse, carbonate de plomb, encore appelée blanc de Saturne, blanc de plomb ou blanc d'argent, est un pigment blanc à base de plomb. Ce produit fut longtemps le seul pigment blanc couvrant connu. Dès l’Antiquité, et jusqu'à l'époque moderne, la céruse servit à fabriquer du fard blanc, le blanc de céruse.
- Le blanc de zinc ou oxyde de zinc
- Le blanc de sulfure de zinc
- Le blanc de carbonate de calcium, utilisé comme charge ou agent matant en peinture (à distinguer du blanc de Meudon, de craie ou de marbre, impurs)
- Le blanc d'étain
- Le blanc de régule d'antimoine
- Le blanc de bismuth
- Le blanc de titane, très utilisé comme blanc couvrant en peinture.
- Le blanc de lithopone

## Origine organique
- Blanc de coquille d'œuf
- Blanc de corne de cerf, à partir de corne de cerf calcinée
- Blanc de perle à partir d'écailles d'huitres calcinées